# يورغن شميدهوبر

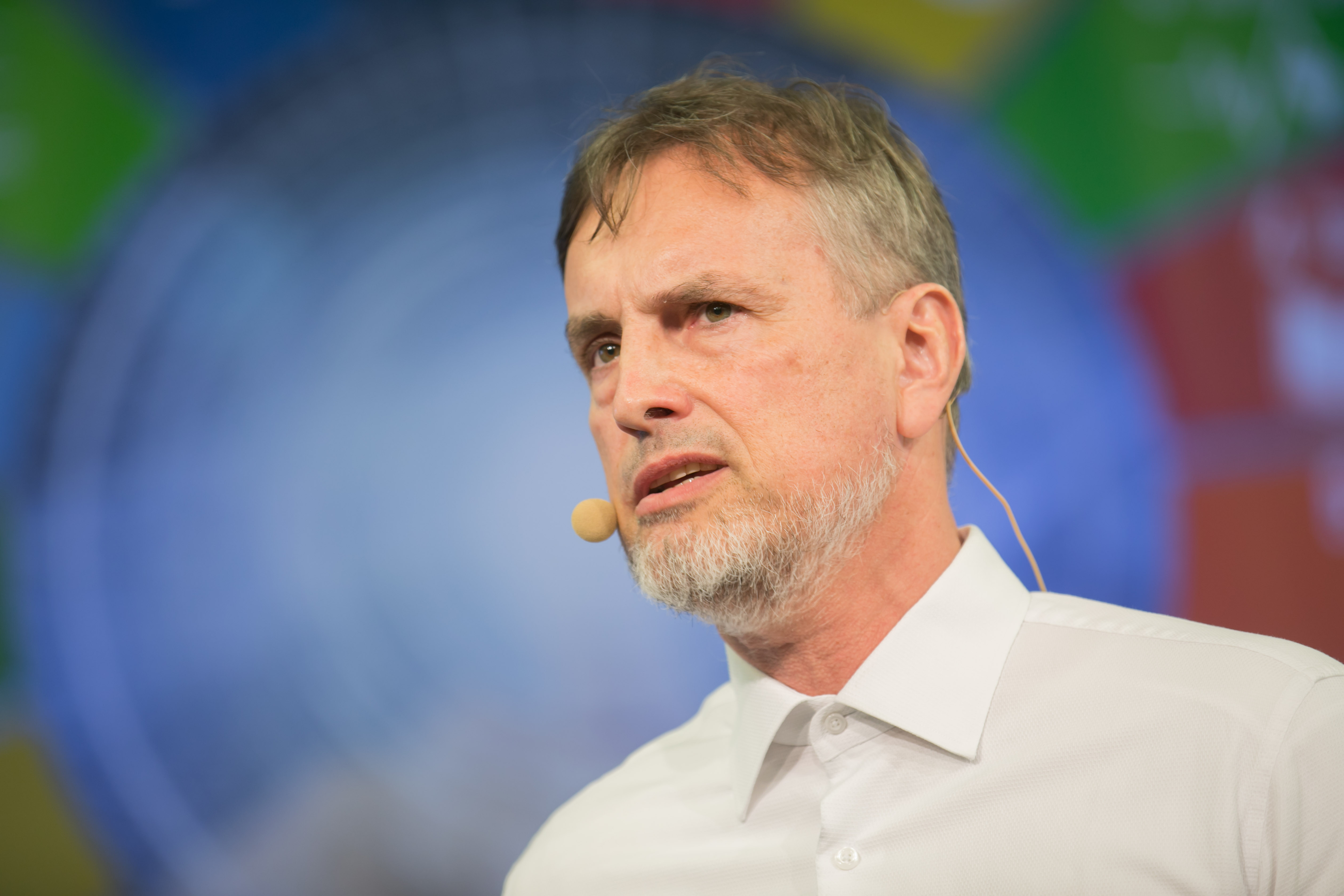
يورغن شميدهوبر ، المدير العلمي لمختبر الذكاء الاصطناعي السويسري ، متحدثًا في القمة العالمية للذكاء الاصطناعي من أجل الخير ، في الاتحاد الدولي للاتصالات ، جنيف ، سويسرا ، 7-9 يونيو 2017.

يورغن شميدهوبرمن مواليد 17 يناير (1963) هو عالم حاسوب مشهور بعمله في مجال الذكاء الاصطناعي والتعلم الذكي والشبكات العصبية الاصطناعية. وهو مدير مشارك لمعهد دالي مول لأبحاث الذكاء الاصطناعي في لوغانو، في تيسينو في جنوب سويسرا.
تلقى أكثر من مئة ألف ملف تعريف. تمت الإشارة إليه على أنه «أب الذكاء الاصطناعي الحديث»،«والد الذكاء الاصطناعي»، «الأب الروحي للذكاء الاصطناعي».
تلقى يورغن شميدهوبر دراساته الجامعية في جامعة ميونخ التقنية في ميونيخ، ألمانيا، قام بالتدريس هناك من عام 2004 حتى عام 2009 عندها أصبح أستاذًا للذكاء الاصطناعي في جامعة ديلا سفيزيرا إيتاليانا في لوغانو، سويسرا.

## المهنة
نشر شميدهوبر مع طلابه سيب هوكريتر وفيليكس غيرس وفريد كامينز وأليكس جريفز وآخرين نسخًا متطورة بشكل كبير من نوع من الشبكات العصبية ذات التكرار تسمى الذاكرة طويلة المدى (LSTM). تم الحديث عن النتائج الأولية بالفعل في أطروحة الدبلوم الخاصة بـ هوكريتر في عام (1991) والتي حللت وتغلبت على مشكلة التدرج المتلاشي المعروفة. تم تقديم اسم الذاكرة طويلة المدى  في تقرير تقني عام (1995).
تم تقديم بنية الذاكرة طويلة المدى  القياسية المستخدمة في جميع التطبيقات الحالية تقريبًا في عام 2000. وقد  كتب بلومبرج بيزنس ويك: «هذه القوى تجعل من الذاكرة طويلة المدى  أكثر إنجاز تجاري للذكاء الاصطناعي، يستخدم في كل شيء من التنبؤ بالأمراض إلى تأليف جميع أنواع الموسيقى.»
في عام 2011، حقق فريق شميدهوبر في IDSIA مع دان سيريسان  بعد ما حصل على الدكتوراه أيضًا تسريعًا كبيرًا للشبكات العصبية التلافيفية على أجهزة حاسوب موازية سريعة تسمى وحدات معالجة الرسومات. وقد كان أسرع 4 مرات من تنفيذ مكافئ على وحدة المعالجة المركزية.  فازت الشبكات العصبية التلافيفية السريعة والعميقة بما لا يقل عن أربع مسابقات.
في عام 2014، أسس شميدهوبر شركة نيسينس للعمل على التطبيقات التجارية للذكاء الاصطناعي في مجالات مثل التمويل والصناعة الثقيلة والسيارات ذاتية القيادة. سيب هوكريتر وجان تالين وماركوس هوتر تم تعيينهم مستشارون للشركة. كانت المبيعات أقل من 11 مليون دولار أمريكي في عام 2016 ؛ ومع ذلك، يذكر شميدهوبر أن التركيز الحالي ينصب على البحث وليس الإيرادات. رفعت نيسينس من تمويل رأس المال في يناير 2017. هدف شميدهوبربشكل عام هو إنشاء ذكاء اصطناعي متعدد الأغراض من خلال تدريب ذكاء اصطناعي واحد بالتسلسل على مجموعة متنوعة من المهام المعينة.

## الآراء
وفقًا لصحيفة الغارديان،  اشتكى شميدهوبر في مقال  عام (2015) من زملائه الباحثين في التعلم العميق، جيفري هينتون، ويان ليكون، ويوشوا بنجيو «يستشهدون ببعضهم البعض بشدة»، لكنهم «يفشلون في تقدير رواد هذا المجال».

## الجوائز
حصل يورغن شميدهوبر على جائزة هيلمهولتز من جمعية الشبكة العصبية الدولية في عام 2013، وجائزة رواد الشبكات العصبية من  جمعية الذكاء الحسابي (IEEE) في عام 2016 عن «المساهمات الرائدة في التعلم العميق والشبكات العصبية.» وهو عضو في الأكاديمية الأوروبية للعلوم والفنون.